# 5759 Zoshchenko
5759 Zoshchenko eller 1980 BJ4 är en asteroid i huvudbältet som upptäcktes den 22 januari 1980 av den rysk-sovjetiska astronomen Ljudmila Karatjkina vid Krims astrofysiska observatorium på Krim. Den är uppkallad efter den sovjetiske författaren Michail Zosjtjenko.
Asteroiden har en diameter på ungefär sju kilometer och tillhör asteroidgruppen Koronis.